# Península de Cape May
Cape May és un element orogràfic conformat per una península i un rosari d'illes barrera a l'estat de Nova Jersey, als Estats Units. És pràcticament coincident amb el territori administratiu del comtat de Cape May i s'estén cap al sud cap al territori continental de Nova Jersey, cloent pel nord la badia de Delaware de l'oceà Atlàntic. El punt més meridional tant de Nova Jersey com del nord-est dels Estats Units és al cap. Diverses comunitats turístiques voregen el costat atlàntic del cap, com ara Ocean City, la localitat més poblada del cap, The Wildwoods, coneguda pel seu districte hoteler significatiu a nivell arquitectònic, i la ciutat de Cape May, que ha servit com a comunitat turística des de mitjans del 1700, esdevenint el complex turístic més antic d'aquesta mena dels Estats Units.
El 2024 tenia 2.757 habitants, amb un 90% de persones blanques. La península rep el nom de Cornelius Jacobsen Mey, un explorador neerlandès que treballava per a la Companyia Holandesa de les Índies Orientals. Del nom del cap se n'han registrat diverses variants gràfiques.

## Geografia i ecologia

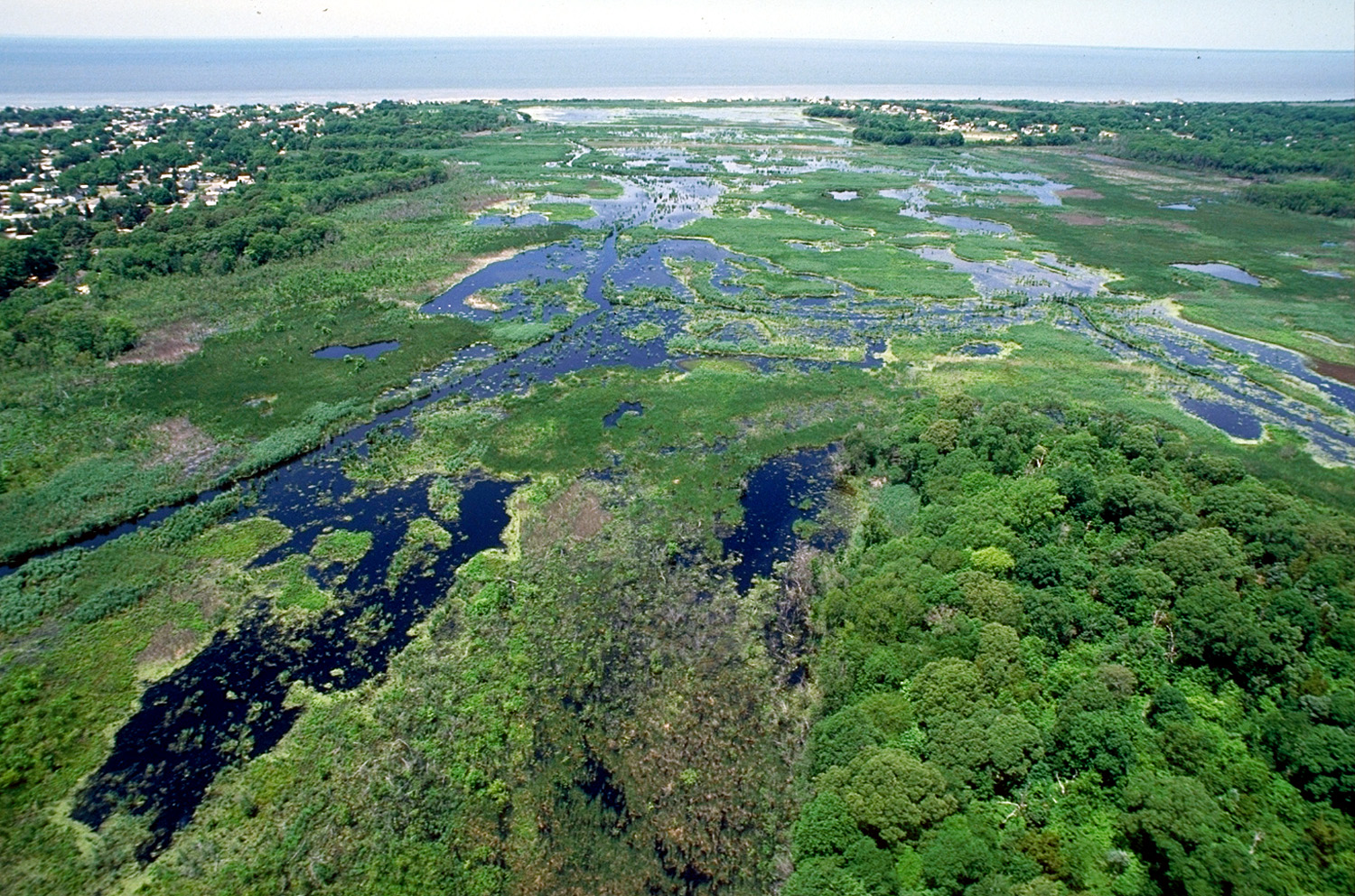
Aiguamolls a Cape May

La península comprèn les municipalitats d'Avalon, Cape May, Cape May Point, Dennis Township, Lower Township, Middle Township, North Cape May, North Wildwood, Stone Harbor, West Cape May, West Wildwood i Wildwood Crest. La regió és un popular destí turístic per als quebequesos. Forma part de la regió de la Costa Sud.
La ciutat de Cape May, situada a l'illa i al sud de la península, acull el balneari més antic del país, amb arrels històriques que es remunten al segle XVIII. Tota la ciutat fou designada National Historic Landmark l'11 de maig de 1976, i molts dels edificis de la ciutat són estructures victorianes originals que s'han mantingut en perfectes condicions. A Cape May hi ha el camp d'entrenament bàsic de la Guàrdia Costanera, essent l'únic centre d'entrenament bàsic per a membres de la Guàrdia Costanera als Estats Units. Cada recluta passa vuit setmanes d'entrenament abans de ser enviat.
Cape May també és famós per ser un dels millors llocs d'observació d'aus a l'Amèrica del Nord. Hi ha molts parcs i llocs per a veure moixons a la zona. Pel fet de trobar-se a l'extrem sud de Nova Jersey i de les nombroses reserves naturals i refugis de vida silvestre, a Cape May es poden trobar grans concentracions d'aus, especialment durant els períodes migratoris primaverals i autumnals. L'Observatori d'Aus de Cape May actua com a coordinador central de les activitats d'observació d'aus a Cape May, inclosa la World Series of Birding, que se celebra a Cape May i a tot Nova Jersey anualment al maig. Hi ha àrees protegides federalment sota la figura del Cape May National Wildlife Reguge (dues divisions Delaware Bay i Great Cedar Swamp.

### Cape Island

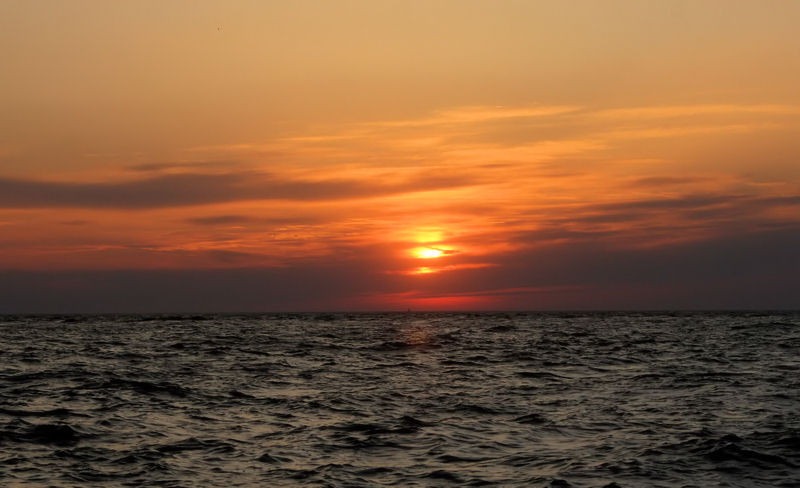
Platja del capvespre a Cape May

Cape Island fou convertida per la ma de la humanitat en una illa situada a l'extrem sud del comtat de Cape May, que inclou les divisions administratives de Cape May, Cape May Point, West Cape May i parts de Lower Township. L'illa fou separada del continent i de la resta del comtat de Cape May per l'obertura del canal de Cape May, Cape Island Creek i Cape May Harbor, que la separen de la resta de la península de Cape May. El canal de Cape May és una via fluvial  d'una llargada de 2.9-milla-nàutica (3.3 mi; 5.4 km) que connecta el port de Cape May amb la badia de Delaware, a l'extrem sud del comtat de Cape May, Nova Jersey . Abans de la construcció del canal, es referien a "Cape Island" com un lloc de la ciutat de Cape May, al sud-est de Cape Island Creek, un "rierol" i maresma parcialment reblert al seu extrem sud.

## Història
La tribu kechemeche dels lenni lenape foren els primers residents de la zona coneguts pels historiadors. Cada estiu, els nadius americans passaven l'estiu al que ara és Cape May per escapar de la calor de l'estiu. Quan estaven allà, pescaven, caçaven i collien fruits abans que l'arribada de la tardor els obligués a tornar als seus pobles de l'interior.
El primer europeu a albirar Cape May va ser el navegant Henry Hudson i 18 dels seus companys de tripulació del Halve Maen. El 28 d'agost de 1609, mentre buscava el Pas del Nord-oest, Hudson decidí navegar per la inexplorada badia de Delaware. Uns quants quilòmetres costa amunt, les fortes marees arrossegaren el Halve Maen fins a un banc de sorra on encallaren, fins que les tempestes i el vent van ajudar el vaixell a navegar per la península de Cape May. Aquest esdeveniment va ser enregistrat pel primer oficial de Hudson, Robert Juet.
La notícia de la descoberta esperonà la recerca per a establir un nou lloc comercial. L'explorador anglès Samuel Argall explorà la badia i la batejà amb el nom del governador de la colònia de Virgínia, Lord De La Warr. Per no perdre pistonada, els holandesos també van enviar alguns navegants a buscar llocs adequats per a les seves empreses comercials. Entre el grup d'exploradors hi havia Cornelis Henderson, Adriaen Block i Cornelis Jacobsen Mey .
La història escrita de Cape May es remunta al 1620, quan el capità Cornelius Jacobsen Mey inspeccionà i anomenar la zona pel seu compte. Més tard va passar de ser un petit assentament a la freqüentada zona des del segle XIX. La ciutat de Cape May afirma que el seu estatus com a lloc de vacances va començar el 1766, quan hi arribaven habitants de Filadèlfia en diligències, vaixells i carros tirats per cavalls, i que els lenape kechemeche havien utilitzat principalment la terra per a la caça prèviament. Ja l'any 1834 consten hotels a Cape May.
El 1782 durant la Guerra de la Independència el jove tinent de la Marina Continental Joshua Barney lluità amb un esquadró britànic a Cape May i a la badia de Delaware. La força de tres sloops de Barney va derrotar una fragata de la  Royal Navy, un sloop de guerra i un corsari lleialista. La batalla va acabar amb la pèrdua de dos vaixells britànics i un sloop rebel.